# Avressieux
Avressieux es una comuna francesa situada en el departamento de Saboya, en la región Auvernia-Ródano-Alpes. Está a una altitud entre 234 m y 477 m a lo largo de 8,07 km².

## Demografía
| 344 | 324 | 304 | 296 | 349 | 384 | 431 | 464 | 517 |
| Para los censos de 1962 a 1999 la población legal corresponde a la población sin duplicidades (Fuente: INSEE [Consultar]) |     |     |     |     |     |     |     |     |